# Ielanets
Ielanets (ukrainien : Єланець, russe : Ела́нец) est une commune urbaine de l'oblast de Mykolaïv, en Ukraine. Elle compte 4 711 habitants en 2021.